# Memantine
Memantine là một loại thuốc dùng để điều trị bệnh Alzheimer từ trung bình đến nặng. Nó ít được ưa thích hơn các chất ức chế acetylcholinesterase như donepezil. Điều trị chỉ nên được tiếp tục nếu thấy hiệu quả có lợi. Nó được uống bằng miệng.
Các tác dụng phụ thường gặp bao gồm đau đầu, táo bón, buồn ngủ và chóng mặt. Tác dụng phụ nghiêm trọng có thể bao gồm cục máu đông, rối loạn tâm thần và suy tim. Nó được cho là hoạt động bằng cách chặn các thụ thể NMDA.
Memantine đã được phê duyệt cho sử dụng y tế tại Hoa Kỳ vào năm 2003. Nó có sẵn như là một loại thuốc gốc. Một tháng cung cấp thuốc tại Vương quốc Anh tiêu tốn của NHS khoảng 1,60 pound vào năm 2019. Tại Hoa Kỳ, chi phí bán buôn của số thuốc này là khoảng US $ 5,50. Năm 2016, đây là loại thuốc được kê đơn nhiều thứ 147 tại Hoa Kỳ với hơn 4 triệu đơn thuốc.

## Sử dụng trong y tế
Memantine được sử dụng để điều trị bệnh Alzheimer từ trung bình đến nặng, đặc biệt đối với những người không dung nạp hoặc có chống chỉ định với các thuốc ức chế AChE (acetylcholinesterase). Một hướng dẫn khuyến cáo memantine hoặc chất ức chế AChE nên được xem xét ở những người trong giai đoạn đầu đến giữa của chứng mất trí.
Memantine có liên quan đến sự cải thiện vừa phải  chỉ có tác động tích cực nhỏ đến nhận thức, tâm trạng, hành vi và khả năng thực hiện các hoạt động hàng ngày trong bệnh Alzheimer trung bình đến nặng. Dường như không có bất kỳ lợi ích nào khi bệnh nhân có bệnh Alzheimer nhẹ.